# Alfred Bucherer
Pour les articles homonymes, voir Bucherer.
Alfred Heinrich Bucherer (9 juillet 1863 à Cologne, Allemagne - 16 avril 1927 à Bonn, Allemagne) est un physicien allemand surtout connu pour ses travaux sur la masse relativiste. C'est aussi le premier à avoir utilisé le terme « théorie de la relativité » lorsqu'il parle de la théorie de la relativité restreinte d'Albert Einstein.

## Biographie
Buchere étudie de 1884 à 1899 à l'université de Hanovre, l'université de Strasbourg, l'université de Leipzig et l'université de Bonn. À Bonn, il reçoit son habilitation en 1899 et y enseigne jusqu'en 1923.
En 1903, Bucherer publie le premier livre en allemand dont le sujet est uniquement l'analyse vectorielle.
Comme Henri Poincaré (1895, 1900), Bucherer (1903b) croit dans le principe de relativité, c'est-à-dire que la description de tout effet électrodynamique devrait considérer le déplacement des corps dans l'éther luminifère. Il a aussi fait un pas supplémentaire en faisant l'hypothèse que cet éther n'existe pas. En se basant sur ces concepts, il propose une théorie en 1906 qui a recours aux principes de la géométrie riemannienne. Mais c'est une ébauche et, en 1908, Walter Ritz démontre qu'elle n'explique pas complètement les observations. Au contraire d'Albert Einstein, Bucherer n'a pas fait le lien entre le rejet de l'éther et la relativité de l'espace et du temps.
En 1904, il met au point une théorie de l'électron selon laquelle il se contracte dans la direction du mouvement et se dilate perpendiculairement à celle-ci. Indépendamment, Paul Langevin met au point un modèle similaire en 1905. Le modèle Bucherer-Langevin est une alternative au modèle de l'électron de :
- Hendrik Lorentz (1899), Henri Poincaré (1905, 1906) et Albert Einstein (1905), selon lequel les électrons sont soumis à une contraction des longueurs sans dilatation dans une autre direction ;
- Max Abraham, selon lequel l'électron est rigide.

Les trois modèles prédisent l'accroissement de la masse de l'électron si leur vitesse s'approche de celle de la lumière. Le modèle Bucherer-Langevin étant rapidement abandonné, des expérimentateurs essaient de distinguer entre les modèles d'Abraham et de Lorentz-Einstein. Ces tests sont rapidement réalisés par Walter Kaufmann (1901-1905) qui croit que ces expériences confirment la théorie d'Abraham et rejettent celle de Lorentz-Einstein. Mais en 1908, Bucherer mène quelques expériences et obtient des résultats qui semblent confirmer la théorie de Lorentz-Einstein et le principe de relativité. Malgré une dispute polémique avec Adolf Bestelmeyer, les expériences de Bucherer sont vues comme concluantes. Cependant, en 1938, il est démontré que les expériences de Kaufmann, Bucherer, Neumann, etc. étaient trop imprécises pour permettre d'affirmer qu'un modèle était mieux qu'un autre. C'est en 1940 que des expériences viendront confirmer hors de tout doute que la théorie de Lorentz-Einstein est exacte.
En 1906, alors qu'il critique la théorie d'Einstein, Bucherer utilise pour la première fois l'expression « théorie einsteinienne de la relativité » (« Einsteinsche Relativitätstheorie »). Il s'appuie sur le terme « relative théorie » formulé par Max Planck qui voulait désigner la théorie de Lorentz-Einstein. En 1908, Bucherer rejette cette expression en faveur de « théorie de Lorentz-Einstein ».
En 1923 et en 1924, Bucherer critique la théorie de la relativité générale. Cependant, ses critiques sont rejetées, car il a mal interprété l'hypothèse d'équivalence d'Einstein.

## Publications
- (de) « Die Wirkung des Magnetismus auf die electromotorische Kraft », Annalen der Physik, vol. 294, no 7,‎ 1896, p. 564-578 (DOI 10.1002/andp.18962940710, Bibcode 1896AnP...294..564B)
- (de) « Nachtrag zu: Die Wirkung des Magnetismus auf die electromotorische Kraft », Annalen der Physik, vol. 295, no 12,‎ 1896, p. 735-741 (DOI 10.1002/andp.18962951208, Bibcode 1896AnP...295..735B)
- (de) « Berichtigung zu "Magnetismus und electromotorische Kraft" », Annalen der Physik, vol. 297, no 8,‎ 1897, p. 807 (DOI 10.1002/andp.18972970814, Bibcode 1897AnP...297..807B)
- (de) « Ueber osmotischen Druck », Annalen der Physik, vol. 300, no 3,‎ 1898, p. 549-554 (DOI 10.1002/andp.18983000307, Bibcode 1898AnP...300..549B)
- (de) « Zur Theorie der Thermoelektricität der Elektrolyte », Annalen der Physik, vol. 308, no 10,‎ 1900, p. 204-209 (DOI 10.1002/andp.19003081004, Bibcode 1900AnP...308..204B)
- (de) « Ueber das Kraftfeld einer sich gleichförmig bewegenden Ladung », Annalen der Physik, vol. 313, no 6,‎ 1902, p. 326-335 (DOI 10.1002/andp.19023130606, Bibcode 1902AnP...313..326B)
- (de) « Berichtigung », Annalen der Physik, vol. 314, no 9,‎ 1902, p. 496 (DOI 10.1002/andp.19023141015, Bibcode 1902AnP...314..496B)
- (de) Elemente der Vektor-Analysis mit Beispielen aus der theoretischen Physik, Leipzig, Teubner, 1903
- (de) « Über den Einfluß der Erdbewegung auf die Intensität des Lichtes », Annalen der Physik, vol. 316, no 6,‎ 1903b, p. 270-283 (DOI 10.1002/andp.19033160604, Bibcode 1903AnP...316..270B)
- (de) Mathematische Einführung in die Elektronentheorie, Leipzig, Teubner, 1904
- (de) « Das deformierte Elektron und die Theorie des Elektromagnetismus », Physikalische Zeitschrift, vol. 6,‎ 1905, p. 833-834
- (de) « Ein Versuch, den Elektromagnetismus auf Grund der Relativbewegung darzustellen », Physikalische Zeitschrift, vol. 7,‎ 1906, p. 553-557
- (en) « On a new Principle of Relativity in Electromagnetism », Philosophical Magazine, vol. 13,‎ 1907, p. 413-421
- (en) « The Action of Uniform Electric and Magnetic Fields on Moving Electrons », Philosophical Magazine, vol. 13,‎ 1907, p. 721
- (de) « Messungen an Becquerelstrahlen. Die experimentelle Bestätigung der Lorentz-Einsteinschen Theorie », Physikalische Zeitschrift, vol. 9,‎ 1908, p. 755-762, traduction en anglais sur Wikisource
- (en) « On the Principle of Relativity and on the Electromagnetic Mass of the Electron. A Reply to Mr. Cunningham », Philosophical Magazine, vol. 15,‎ 1908, p. 316-318
- (de) « Die experimentelle Bestätigung des Relativitätsprinzips », Annalen der Physik, vol. 333, no 3,‎ 1909, p. 513-536 (DOI 10.1002/andp.19093330305, Bibcode 1909AnP...333..513B)
- (de) « Nachtrag zu meiner Arbeit: "Bestätigung des Relativitätsprinzips" », Annalen der Physik, vol. 334, no 10,‎ 1909, p. 1063 (DOI 10.1002/andp.19093341011, Bibcode 1909AnP...334.1063B)
- (de) « Antwort auf die Kritik des Hrn. E. Bestelmeyer bezüglich meiner experimentellen Bestätigung des Relativitätsprinzips », Annalen der Physik, vol. 335, no 15,‎ 1909, p. 974-986 (DOI 10.1002/andp.19093351506, Bibcode 1909AnP...335..974B)
- (de) « Erwiderung auf die Bemerkungen des Hrn. A. Bestelmeyer », Annalen der Physik, vol. 338, no 14,‎ 1910, p. 853-856 (DOI 10.1002/andp.19103381414, Bibcode 1910AnP...338..853B)
- (de) « Die neuesten Bestimmungen der spezifischen Ladung des Elektrons », Annalen der Physik, vol. 342, no 3,‎ 1912, p. 597-598 (DOI 10.1002/andp.19123420311, Bibcode 1912AnP...342..597B)
- (en) « Gravitation und Quantentheorie », Annalen der Physik, vol. 373, no 9,‎ 1922, p. 1-10 (DOI 10.1002/andp.19223730902, Bibcode 1922AnP...373....1B)
- (en) « Gravitation und Quantentheorie. II », Annalen der Physik, vol. 373, no 14,‎ 1922, p. 545-550 (DOI 10.1002/andp.19223731403, Bibcode 1922AnP...373..545B)
- (de) « Die Rolle des Standorts in der Relativitätstheorie. Eine Antwort auf die Kritik des Hrn. A. Wenzl », Annalen der Physik, vol. 378, nos 5-6,‎ 1924, p. 397-402 (DOI 10.1002/andp.19243780506, Bibcode 1924AnP...378..397B, lire en ligne)
- (de) « Berichtigung zur Arbeit "Die Rolle des Standorts in der Relativitätstheorie" », Annalen der Physik, vol. 379, no 9,‎ 1924, p. 104 (DOI 10.1002/andp.19243790906, Bibcode 1924AnP...379..104B)